# میشل هاگر
میشل هاگر (انگلیسی: Michelle Hager؛ زادهٔ ۳ اکتبر ۱۹۶۶) بازیکن هاکی روی چمن اهل استرالیا بود.